# St.-Helena-Wiedehopf
Der St.-Helena-Wiedehopf (Upupa antaios) ist ein ausgestorbener Vogel aus der Familie der Wiedehopfe. Er war endemisch auf der Insel St. Helena im Südatlantik. Aufgrund der subfossilen Knochenfunde geht man davon aus, dass er wesentlich größer war als seine europäischen und afrikanischen Verwandten. Zudem war er vermutlich nur geringfügig flugfähig. Den ersten Nachweis über diese Art gab es 1963 durch den britischen Zoologen Philip Ashmole. Er entdeckte in den Dry-Gut-Ablagerungen im Osten St. Helenas einen linken Humerus, der sich stark von dem anderer Wiedehopfarten unterschied. Das Skelett, das 1975 vom Paläontologen Storrs Lovejoy Olson gefunden wurde, bestand aus einem unvollständigen Schädel mit einem vollständig erhaltenen Unterkiefer, der linken Ulna, den beiden Rabenbeinen und dem linken Oberschenkelknochen. 

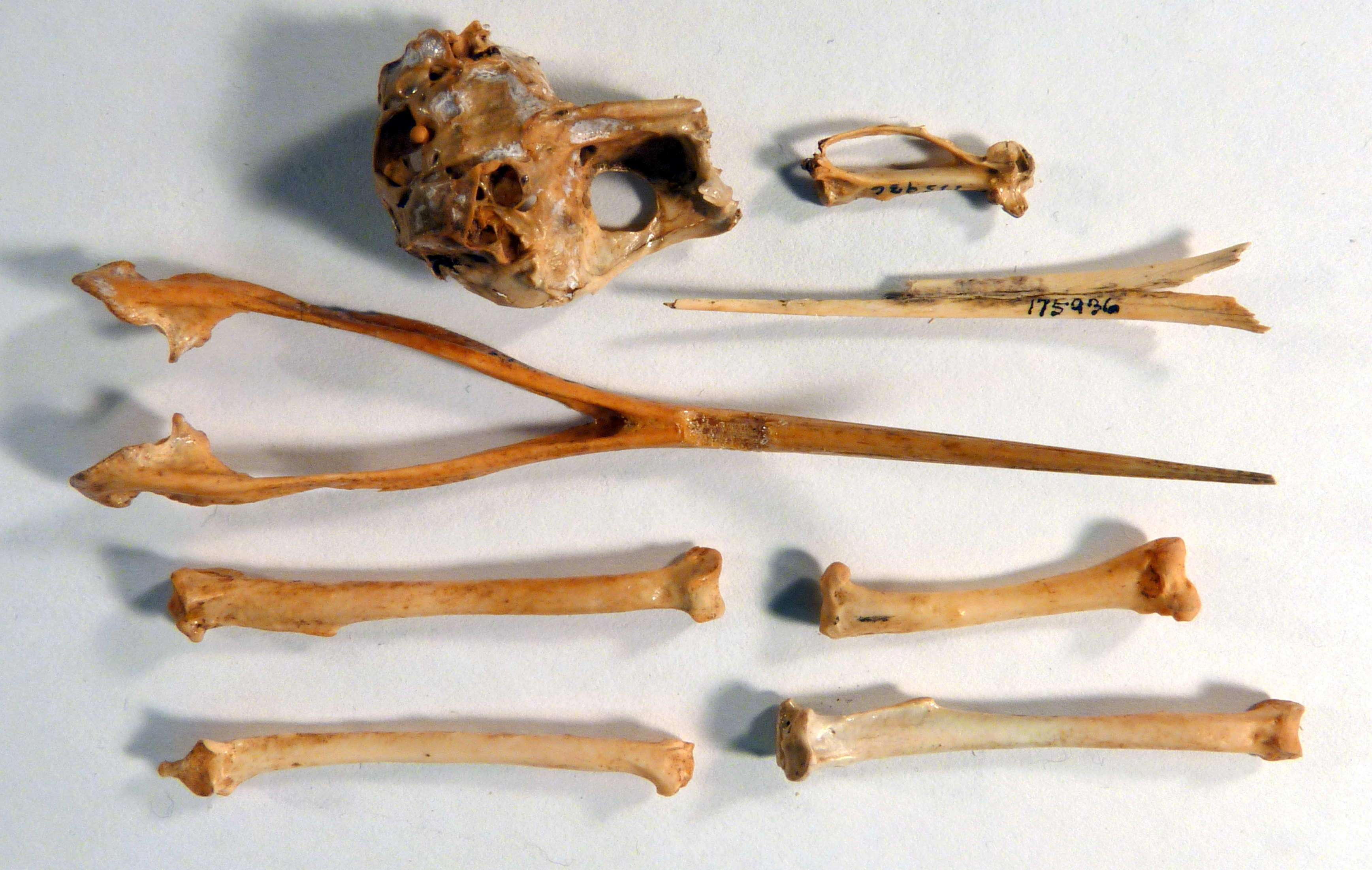
Holotypus

Die Art starb vermutlich schon bald nach der Entdeckung der Insel im Jahre 1502 aus ungeklärten Gründen aus. Beigetragen haben wohl Lebensraumzerstörung, Überjagung und eingeschleppte Säugetiere wie Hausratten und Hauskatzen.
Zu seiner Nahrung zählte vermutlich auch der St.-Helena-Riesenohrwurm (Labidura herculeana), ein Insekt, das wahrscheinlich heute ebenfalls ausgestorben ist.
Sein wissenschaftlicher Name ist von Antaios, Sohn des Poseidon und der Gäa abgeleitet. Er war ein riesenhafter griechischer Ringer, der seine unbezwingbaren Kräfte aus der Erde schöpfte und durch eine List von Herakles besiegt wurde.